# Amphipyra albisquama
Amphipyra albisquama là một loài bướm đêm trong họ Noctuidae.